# Marino Restrepo
Marino Restrepo (* 1951 in Anserma, Kolumbien) ist ein kolumbianischer katholischer Redner, Evangelist, Autor und Musiker.

## Leben
Restrepo wurde 1951 in den kolumbianischen Anden als sechstes von zehn Kindern einer religiösen Familie geboren. Mit 14 Jahren zog er nach Bogotá, wo er durch die Hippie-Bewegung mit Drogenkonsum und esoterischen Praktiken begann. Restrepo studierte in Deutschland und war schließlich in Kalifornien mit seiner Band Santa Fe als Sänger und später auch als Schauspieler aktiv.
An Heiligabend 1997 wurde er bei einem Besuch in Kolumbien von Mitgliedern der kolumbianischen Volksarmee FARC-EP entführt und sechs Monate als Geisel gehalten. Während dieser Zeit machte er mystische Erfahrungen und erlebte eine Bekehrung. Seit seiner für ihn unerklärlichen Befreiung aus der Gefangenschaft ist er als Redner und Autor tätig und gibt weltweit Zeugnis.
1999 gründete Restrepo die katholische Gemeinschaft Pilgrims of Love bzw. Fundación Peregrinos del Amor, die 2011 durch Kardinal Rubén Salazar Gómez im Erzbistum Bogotá anerkannt wurde.

## Veröffentlichungen (Auswahl)
- Leben am Abgrund original "From Darkness into the Light" (Miriam-Verlag, Jestetten 2013, ISBN 978-3-87449-392-5)